# Olle Walleräng
Olle Walleräng, född 5 februari 1985, en svensk friidrottare (medeldistans).
Han tävlade fram till och med 2004 för Råby-Rekarne FIF, sedan Hammarby IF (2005-2008) och därefter Spårvägens FK.
Vid inomhus-EM i Turin år 2009 deltog Walleräng på 3 000 meter där han gick till final efter att ha vunnit sitt försöksheat. I finalen kom han in på en sjundeplats.
Walleräng utsågs 2014 till Stor grabb nummer 532 i friidrott.

## Personliga rekord
| Utomhus - 800 meter – 1:50,08 (Helsingfors, Finland 23 augusti 2002) - 1 500 meter – 3:40,73 (Barcelona, Spanien 25 juli 2009) - 3 000 meter – 7:56,91 (Rehlingen, Tyskland 1 juni 2009) - 5 000 meter – 13:34,74 (Ninove, Belgien 27 juli 2013) - 10 000 meter – 30:04,45 (Sollentuna, Sverige 26 augusti 2016) - 10 km landsväg – 29:00 (Valencia, Spanien 1 december 2019) - Halvmaraton – 1:06:42 (Barcelona, Spanien 11 februari 2018) - Maraton – 2:20.05 (Stockholm, Sverige 4 juni 2022) | Inomhus - 800 meter – 1:50,21 (Eskilstuna, Sverige 19 januari 2002) - 1 500 meter – 3:45,86 (Bollnäs, Sverige 1 mars 2009) - 3 000 meter – 7:53,81 (Stockholm, Sverige 18 februari 2009) |

### Externa länkar

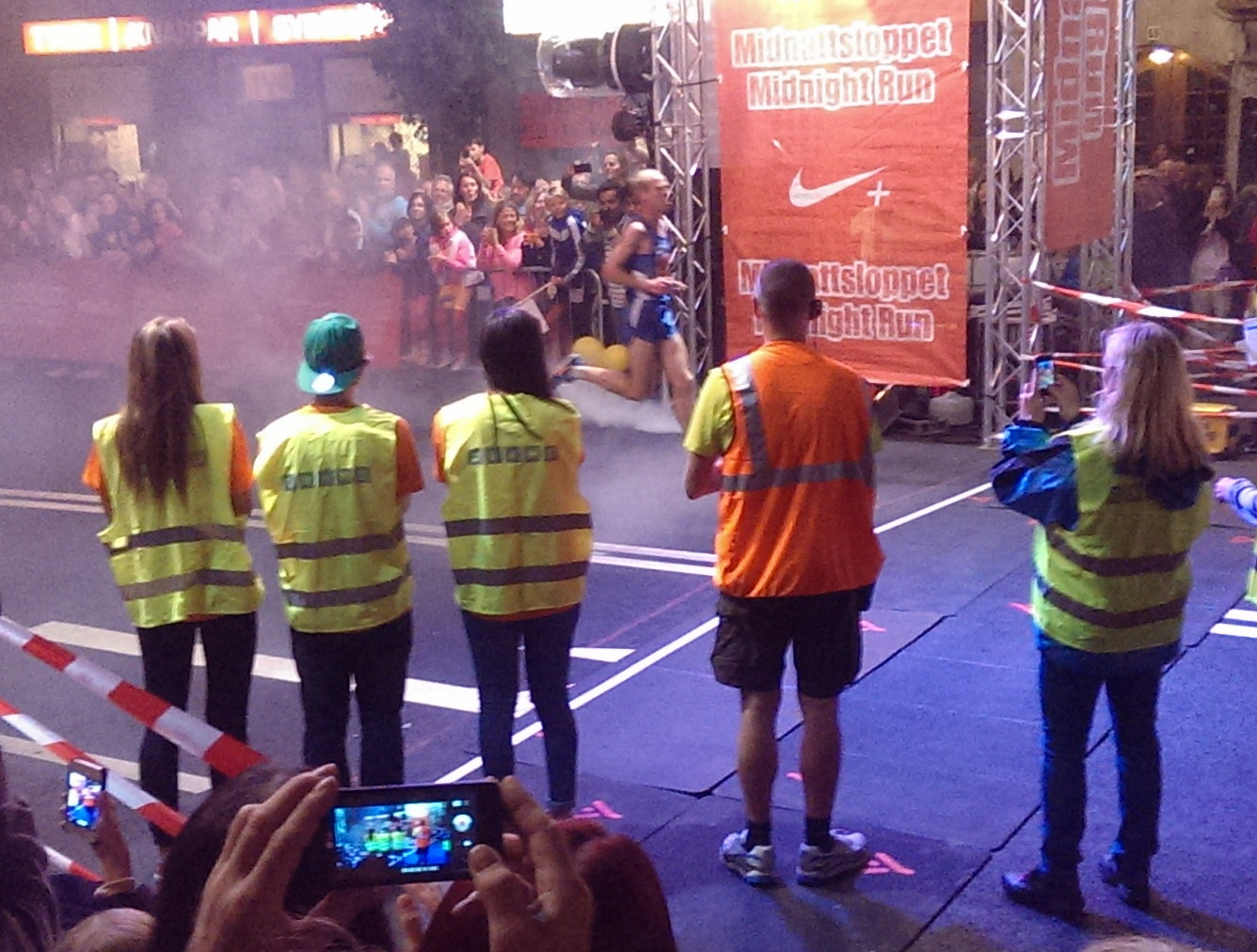
Olle Walleräng vinner Midnattsloppet Stockholm 2013

### Fotnoter
1. ↑  Wiger 2006, s. 53.
2. ↑  Wiger 2006, s. 164.
3. ↑  Wiger 2006, s. 171.
4. ↑  ”Stafett-SM 2006”. idrottonline.se. Arkiverad från originalet den 10 juni 2015. https://web.archive.org/web/20150610132850/http://www2.idrottonline.se/ImageVaultFiles/id_35895/cf_359/2006StafettSM.pdf. Läst 19 april 2013.
5. ↑  ”Stora SM 2008, dag 2”. trackandfield.se. Arkiverad från originalet den 14 maj 2021. https://web.archive.org/web/20210514153326/https://www.trackandfield.se/Resultat/2008/080802.htm. Läst 20 maj 2013.
6. ↑  ”Terräng-SM 2008”. Arkiverad från originalet den 19 augusti 2010. https://web.archive.org/web/20100819112631/http://www.ifkvaxjo.se/Tavling2008/TerrangSM_08_res.pdf. Läst 25 mars 2015.
7. 1 2  ”Stora SM 2009”. archive.org. Arkiverad från originalet den 13 december 2009. https://web.archive.org/web/20091213202749/http://88.131.109.176/folksam/sm09/resultat.php. Läst 23 april 2013.
8. ↑  ”Terräng-SM 2009, individuellt”. idrottonline.se. Arkiverad från originalet den 8 december 2015. https://web.archive.org/web/20151208063956/http://www8.idrottonline.se/HammarbyIFFI-Friidrott/Traningsgrupper/TerrangSM2009/Resultat090429/. Läst 1 maj 2013.
9. ↑  ”Terräng-SM 2009, lag”. idrottonline.se. Arkiverad från originalet den 8 december 2015. https://web.archive.org/web/20151208045303/http://www8.idrottonline.se/HammarbyIFFI-Friidrott/Traningsgrupper/TerrangSM2009/Resultat-Lag090501/. Läst 1 maj 2013.
10. ↑  ”Stafett-SM 2009”. ifgota.se. Arkiverad från originalet den 4 mars 2016. https://web.archive.org/web/20160304103354/http://www.ifgota.se/result/Uploaded/stafettsm09.html. Läst 29 maj 2013.
11. 1 2  ”Terräng-SM 2010” (excel). idrottonline.se. Arkiverad från originalet den 8 december 2015. https://web.archive.org/web/20151208063414/http://www1.idrottonline.se/ImageVaultFiles/id_276861/cf_87178/Resultatlista_slutlig.XLS. Läst 10 november 2015.
12. ↑  ”Stora SM 2012, dag 3”. swedishtiming.se. Arkiverad från originalet den 15 december 2012. https://web.archive.org/web/20121215070334/http://www.swedishtiming.se/resultat/120826.htm. Läst 16 april 2013.
13. ↑  ”Stafett-SM 2012”. trackandfield.se. Arkiverad från originalet den 19 november 2015. https://web.archive.org/web/20151119081103/http://www.trackandfield.se/resultat/2012/120908_09.htm. Läst 17 april 2013.
14. ↑  ”Stora SM 2013, dag 4”. trackandfield.se. Arkiverad från originalet den 4 september 2013. https://web.archive.org/web/20130904001146/http://www.trackandfield.se/resultat/2013/130901.htm. Läst 2 september 2013.
15. ↑  ”Stafett-SM 2013”. huddinge-friidrott.org. Arkiverad från originalet den 4 mars 2016. https://web.archive.org/web/20160304222253/http://www.huddinge-friidrott.org/tavlingar/13/stafettsm/resultat.htm. Läst 29 maj 2013.
16. ↑  ”Terräng-SM 2015”. marathon.se. Arkiverad från originalet den 24 november 2015. https://web.archive.org/web/20151124063344/http://www.marathon.se/racetimer?v=%2Fsv%2Frace%2Fshow%2F2980%3Flayout%3Dmarathon. Läst 31 oktober 2015.
17. ↑  ”Stafett-SM 2015”. smfriidrott.com. Arkiverad från originalet den 24 november 2015. https://web.archive.org/web/20151124055051/http://www.smfriidrott.com/tavling/stafett-sm-2015/resultat. Läst 31 oktober 2015.
18. 1 2 3  ”Terräng-SM 2016”. racetimer.se. Arkiverad från originalet den 3 november 2016. https://web.archive.org/web/20161103220715/http://www.racetimer.se/sv/race/show/3482?layout=racetimer. Läst 1 november 2016.
19. ↑  ”SM 10 km landsväg 2016”. marathon.se. Arkiverad från originalet den 10 december 2022. https://web.archive.org/web/20221210221802/https://www.marathon.se/racetimer?v=%2Fsv%2Frace%2Fshow%2F3727%3Flayout%3Dmarathon. Läst 25 augusti 2017.
20. ↑  ”Terräng-SM 2017, dag 1 lag”. Neptron Timer. Arkiverad från originalet den 15 augusti 2019. https://web.archive.org/web/20190815114307/http://neptrontiming-development.azurewebsites.net/#/terrangsmdag12017/teams. Läst 13 november 2017.
21. ↑  ”Resultat från STHLM10 med SM-Milen 2018”. marathon.se. Arkiverad från originalet den 2 september 2018. https://web.archive.org/web/20180902011837/http://www.marathon.se/racetimer?v=%2Fsv%2Frace%2Fshow%2F4151%3Flayout%3Dmarathon. Läst 5 september 2018.
22. ↑  ”Resultat Terräng-SM”. hogbyif.se. Arkiverad från originalet den 1 november 2018. https://web.archive.org/web/20181101015406/http://hogbyif.se/friidrott/resultat/2018/TSM_2018/samlad-lista.pdf. Läst 31 oktober 2018.
23. ↑  ”STHLM 10 Med SM-milen 2019”. marathon.se. Arkiverad från originalet den 15 augusti 2020. https://web.archive.org/web/20200815110041/https://www.marathon.se/racetimer?v=%2Fsv%2Frace%2Fshow%2F4576%3Flayout%3Dmarathon. Läst 25 augusti 2019.
24. ↑  ”Resultat: SM Maraton, Stockholm 4.6.22”. friidrottsstatistik.se. Arkiverad från originalet den 5 augusti 2022. https://web.archive.org/web/20220805181301/https://www.friidrottsstatistik.se/resultsswe.php?CID=13016733&Season=2022. Läst 5 augusti 2022.
25. ↑  ”Stora inne-SM 2004, resultat” (htm). idrottonline.se. Arkiverad från originalet den 23 november 2015. https://web.archive.org/web/20151123030953/http://iof2.idrottonline.se/ImageVaultFiles/id_16756/cf_78/040222ism.HTM. Läst 21 april 2015.
26. ↑  ”Stora inne-SM 2009 dag 2, resultat”. ism2009.se. Arkiverad från originalet den 4 mars 2016. https://web.archive.org/web/20160304222657/http://www.ism2009.se/filer/resultat_dag2.html. Läst 17 juli 2012.
27. ↑  ”Ändrade SM-resultat 2009”. friidrott.se. 7 december 2009. Arkiverad från originalet den 10 december 2022. https://web.archive.org/web/20221210221723/https://iof2.idrottonline.se/. Läst 21 november 2016.
28. ↑  ”Stora inne-SM 2011 dag 1, resultat”. trackandfield.se. Arkiverad från originalet den 5 oktober 2012. https://web.archive.org/web/20121005022150/http://www.trackandfield.se/resultat/2011/110226.htm. Läst 19 juli 2012.
29. ↑  ”Stora inne-SM 2013, resultat”. trackandfield.se. Arkiverad från originalet den 20 februari 2013. https://web.archive.org/web/20130220083140/http://www.trackandfield.se/Resultat/2013/130215.htm. Läst 18 februari 2013.
30. ↑  ”Stora inne-SM 2014 dag 1, resultat”. trackandfield.se. Arkiverad från originalet den 18 januari 2015. https://web.archive.org/web/20150118200016/http://www.trackandfield.se/resultat/2014/140222.htm. Läst 14 januari 2015.
31. ↑  ”Stora inne-SM 2016, resultat”. livetiming.se. Arkiverad från originalet den 24 juni 2016. https://web.archive.org/web/20160624013514/http://livetiming.se/track/ism16/. Läst 26 maj 2016.
32. 1 2 3 4 5 6 7 8 9 10 11 12  ”Personsida på IAAF:s webbplats” (på engelska). iaaf.org. Arkiverad från originalet den 10 december 2022. https://web.archive.org/web/20221210221709/https://www.worldathletics.org/athletes/sweden/olle-wallerang-14228181. Läst 7 oktober 2019.
33. 1 2  ”Olle Walleräng på Idrott online”. Arkiverad från originalet den 22 april 2012. https://archive.is/20120422122552/http://www1.idrottonline.se/IFKTumbaFK-Friidrott/Traningsgrupper/Oscarsgrupp/AktivaAthletes/OlleWallerang/. Läst 9 juli 2016.
34. ↑  ”European Athletics Indoor Championships - Turin 2009” (på engelska). european-athletics.org. Arkiverad från originalet den 13 februari 2019. https://web.archive.org/web/20190213142152/http://www.european-athletics.org/competitions/european-athletics-indoor-championships/history/year=2009/results/index.html. Läst 27 augusti 2017.
35. ↑  ”Stora grabbars märke”. friidrott.se. Arkiverad från originalet den 31 mars 2016. https://web.archive.org/web/20160331202525/http://www.friidrott.se/historik/storagrabbar.aspx. Läst 24 januari 2017.
36. ↑  ”Stora Grabbar personpresentation”. storagrabbar.se. Arkiverad från originalet den 10 december 2022. https://web.archive.org/web/20221210221657/http://www.storagrabbar.se/grabbar_11.html. Läst 24 januari 2017.
37. 1 2 3 4 5 6 7 8  ”Personsida på European Athletics' webbplats” (på engelska). european-athletics.org. Arkiverad från originalet den 11 februari 2019. https://web.archive.org/web/20190211103310/http://www.european-athletics.org/athletes/group=w/athlete=137624-wallerang-olle/index.html. Läst 7 oktober 2019.